# Tod Papageorge
Tod Papageorge (Portsmouth (New Hampshire), 1940) est un photographe américain.

## Récompenses
- 2012 : Lucie Award de la photographie documentaire.

## Collections
- Museum of Modern Art, New York
- Art Institute of Chicago
- Musée de la photographie de Thessalonique
- Le Château d'eau, Toulouse

## Publications
- Passing through Eden, Göttingen: Steidl, 2007.  (ISBN 3-86521-374-X).
- American Sports, 1970: Or How We Spent the War in Vietnam, New York: Aperture, 2007.  (ISBN 978-1-59711-050-1).
- Opera Città, Rome: Punctum, 2010.  (ISBN 978-88-95410-24-1).
- Core Curriculum: Writings on Photography, New York: Aperture, 2011.  (ISBN 978-1-59711-172-0).

## Discographie
Avec Carla Bley et Paul Haynes
- 1971 : Escalator over the Hill